# Mayordomo mayor del rey
Mayordomo mayor del rey es una dignidad de los antiguos reinos de León y Castilla. También existió la figura del submayordomo mayor. El cargo fue siempre desempeñado por miembros de la alta nobleza o incluso de la realeza, y con el acceso al trono de Carlos V fue sustituido por el cargo de: «mayordomo mayor del rey de España».

## Funciones
- Jefatura de la Casa del Rey, no solo honorífica, sino también efectiva.[2]
- Encargado del ceremonial de la corte y de la etiqueta palatina.
- Administrador del patrimonio real,[1] aunque esta función fue perdiendo peso con el paso de los siglos en favor de otros oficiales menores de la corte.

## Requisitos para el ejercicio del cargo
En el título IX de la segunda de las Partidas aparecen enumerados los requisitos para poder acceder al cargo de mayordomo mayor del rey y sus funciones:

- Ser de buen linaje, pues ello, según la mentalidad de la época, le impulsaría a obrar el bien.
- El mayordomo debía ser conocedor de las rentas y derechos del rey, para poder administrar y aumentar las rentas.
- El mayordomo debía saber llevar la contaduría de la Casa Real, para poder luego informar al rey sobre el estado de las cuentas.
- Ser leal al rey, para ganarle la amistad de sus súbditos, ya que todo lo concerniente a la Casa Real entraba dentro de su jurisdicción.

## Mayordomos mayores del rey de León (1156-1230)
- Vela Gutiérrez (1156-1157)
- Conde Ponce Giraldo de Cabrera (1157)
- Abril (1158- 1159)
- Pedro Arlote (1159)
- Conde Ponce Giraldo de Cabrera (1159-1162)
- Pedro Balzán (1162).
- Fernando Rodríguez de Castro el Castellano, señor de la Casa de Castro (1162-1164)
- Conde Gómez González de Manzanedo (1164-1165)
- Fernando Rodríguez de Castro el Castellano, señor de la Casa de Castro (1165-1166)
- Pedro Arias de Limia (1166-1167)
- Conde Ponce de Minerva (1167)
- Ermengol VII de Urgel, conde de Urgel (1167-1173)
- Álvaro Rodríguez de Castro, hijo de Rodrigo Fernández de Castro el Calvo (1173-1174)
- Ermengol VII de Urgel, conde de Urgel (1175)
- Gonzalo Osorio, señor de Villalobos, hijo del conde Osorio Martínez y la condesa Teresa Fernández.
- Ermengol VII de Urgel, conde de Urgel (1179-1184)
- Pedro Rodríguez de Castro, hijo de Rodrigo Fernández de Castro el Calvo (1184)
- Rodrigo López de Haro, hijo de Lope Díaz I de Haro, señor de Vizcaya (1184-1185)
- Conde Pedro Manrique de Lara, vizconde de Narbona y señor de Molina y Mesa (1185)
- Rodrigo López de Haro, hijo de Lope Díaz I de Haro, señor de Vizcaya (1185)
- Bermudo Álvarez, hijo del conde Álvaro Rodríguez de Sarria y la condesa Sancha Fernández de Traba.
- Munio Fernández de Rodeiro (1188)
- Pedro Vélaz (1188), hijo del conde Vela Gutiérrez, archidiácono de la Compostela y abad del Monasterio de Santa María la Real de Osera.
- Pedro García de Aza, tenente en Lerma, nieto del conde García Ordóñez(1188)
- Conde Fernando Ponce (1189), hijo del conde Ponce de Minerva
- García Rodríguez de Sanabria (1190-1191)
- Pedro Fernández de Castro el Castellano, señor de la Casa de Castro (1191)
- Juan Fernández de Limia, hijo de Fernando Arias y Teresa Bermúdez de Traba  (1192-1193)
- Conde Gómez González de Traba (1193), hijo del conde Gonzalo Fernández de Traba y nieto de Fernando Pérez de Traba.
- Pedro Fernández de Castro el Castellano, señor de la Casa de Castro (1194)
- Juan Fernández de Limia (1194)
- Fernando García de Villamayor (1194-1195)
- Pedro Fernández de Castro el Castellano, señor de la Casa de Castro (1195-1196)
- García Pérez de Braganza (1196)
- Pedro Fernández de Castro el Castellano (1196-1197)
- Pelayo Muñoz (1197)
- Fernando García de Villamayor (1197-1203)
- Gonzalo Rodríguez Girón (1203)
- Juan Fernández de Limia (1204)
- Pedro Fernández de Castro el Castellano, señor de la Casa de Castro (1204)
- Lorenzo Suárez de Valladares (1205)
- Rodrigo Ordóñez, merino mayor de León (1210-1211)
- Álvaro Gutiérrez de Castro, hijo de Gutierre Rodríguez de Castro (1211-1213)
- Pedro Gutiérrez de Castro, hijo de Gutierre Rodríguez de Castro (1213)
- Pedro, Maestre de la Orden del Temple (1214)
- Álvaro Núñez de Lara, hijo del conde Nuño Pérez de Lara (1217-1218)
- Lorenzo Suárez de Valladares (1219)
- Fernando Fernández de Braganza (1219-1222)
- Álvaro Pérez de Castro el Castellano, señor de la Casa de Castro (1223)
- Pedro de Portugal, hijo del rey Sancho I de Portugal (1223-1230)

## Mayordomos mayores del rey de Castilla y, desde 1230, también el rey de León
- Martín Muñoz (1149-1152)
- Gutierre Fernández de Castro (1153-1155)
- Fernando Pérez Hurtado, hijo ilegítimo de la reina Urraca I de León y el conde Pedro González de Lara (1155-1156)
- Conde Gómez González de Manzanedo (1157-1158)
- Pedro García de Lerma (1161-1172)
- Conde Ponce de Minerva (1172-1173)
- Conde Gómez González de Manzanedo (1173)
- Rodrigo Gutiérrez Girón (1173-1193)
- Pedro Rodríguez de Guzmán (1194-1195), hijo de Rodrigo Muñoz de Guzmán y Mayor Díaz.
- Pedro García de Lerma (1195-1198)
- Gonzalo Rodríguez Girón (1198-1216)
- Martín Muñoz de Hinojosa (1217)
- Gonzalo Rodríguez Girón (1217-1231)
- García Fernández de Villamayor (1232-1238)
- Rodrigo González Girón, hijo de Gonzalo Rodríguez Girón (1238-1252)
- Juan García de Villamayor, hijo de García Fernández de Villamayor (1252-1260)
- Fernando de la Cerda, infante de Castilla e hijo de Alfonso X el Sabio (1260)
- Alfonso García de Villamayor, hijo de García Fernández de Villamayor (1262)
- Fernando de la Cerda, infante de Castilla e hijo de Alfonso X el Sabio (1270-1272)
- Gil García de Azagra (1272)
- Fernando de la Cerda, infante de Castilla e hijo de Alfonso X el Sabio (1274)
- Sancho de Castilla, infante de Castilla e hijo de Alfonso X el Sabio (c. 1276-1277)
- Manuel de Castilla, infante de Castilla e hijo de Fernando III el Santo (1278-1282)
- Alfonso Fernández, hijo del infante Felipe de Castilla y nieto de Fernando III el Santo (1283)
- Fernán Pérez Ponce de León, Adelantado mayor de la frontera de Andalucía y nieto del rey Alfonso IX de León (1284)
- Juan de Castilla el de Tarifa, infante de Castilla e hijo de Alfonso X el Sabio (1284-1285)
- Pedro Álvarez de las Asturias, señor de Noreña (1285-1286)
- Lope Díaz III de Haro, señor de Vizcaya (1286-1288)
- Juan Fernández Cabellos de Oro, Adelantado mayor de la frontera de Andalucía y nieto del rey Alfonso IX de León (1288-1292)
- Ruy Pérez Ponce de León, Maestre de la Orden de Calatrava y nieto del rey Alfonso IX de León (1293-1295)
- Pedro Ponce de León, Adelantado mayor de la frontera de Andalucía y bisnieto del rey Alfonso IX de León (1295)
- Rodrigo Rodríguez Carrillo (1296)
- Don Juan Manuel, Señor de Villena (1297)
- Juan Osórez, Maestre de la Orden de Santiago (1298-1302)
- Juan Núñez II de Lara, señor de la Casa de Lara (1302)
- Enrique de Castilla el Senador, infante de Castilla e hijo de Fernando III el Santo (1302)
- Pedro Ponce de León, Adelantado mayor de la frontera de Andalucía y bisnieto del rey Alfonso IX de León (1302-1305)
- Juan Núñez II de Lara, señor de la Casa de Lara (1307)
- Diego López V de Haro, señor de Vizcaya y bisnieto del rey Alfonso IX de León (1307-1309)
- Juan Núñez II de Lara, señor de la Casa de Lara (1308)
- Pedro de Castilla, infante de Castilla e hijo de Sancho IV el Bravo (1310-1311)
- Don Juan Manuel, nieto de Fernando III el Santo (1311-1314)
- Juan Núñez II de Lara, señor de la Casa de Lara (1315)
- Alfonso de Valencia, Pertiguero mayor de Santiago y nieto de Alfonso X el Sabio (1315-1316)
- Don Juan Manuel, nieto de Fernando III el Santo (1318-1319)
- Fernando de la Cerda, nieto de Alfonso X el Sabio (1320)
- Felipe de Castilla, infante de Castilla e hijo de Sancho IV el Bravo (1325-1327)
- Álvar Núñez Osorio, conde de Trastámara, Lemos y Sarria (1328)
- Fernando Rodríguez de Valbuena, prior de la Orden del Hospital de San Juan de Jerusalén (1328-1332)
- Pedro Fernández de Castro, nieto de Sancho IV de Castilla (1332-1342)
- Juan Núñez III de Lara, señor de Lara y bisnieto de Alfonso X el Sabio (1345-1350)
- Nuño Díaz de Haro, señor de Lara y Vizcaya y tataranieto de Alfonso X el Sabio (1351)
- Fernán Ruiz de Castro, bisnieto de Sancho IV el Bravo (1351-1355)
- Juan Fernández de Hinestrosa (1355)
- Diego García de Padilla, Maestre de la Orden de Calatrava (1357-1363)
- Martín López de Córdoba, Maestre de la Orden de Alcántara (1365-1368)
- Alvar García de Albornoz, señor de Albornoz (1369-1374)
- Juan Martínez de Luna III, señor de Gotor e Illueca (c. 1374)
- Pedro González de Mendoza, señor de Hita y Buitrago (1379-1385)
- Diego Hurtado de Mendoza, Almirante de Castilla, señor de Hita y Buitrago (1385-1389)
- Juan Hurtado de Mendoza, señor de Almazán, Morón y Gormaz (1391-1419)
- Juan Hurtado de Mendoza, hijo del anterior, señor de Morón y Gormaz (1419-1426)
- Ruy Díaz de Mendoza, hijo del anterior, conde de Castrojeriz y señor de Morón (1426-1454)
- Juan Pacheco, marqués de Villena y Gran Maestre de la Orden de Santiago (1454-1472)
- Diego López Pacheco y Portocarrero, marqués de Villena y Gran Maestre de la Orden de Santiago (1472-1480)
- Juan Chacón de Alvarnéz, señor de Albox, Alborea, Oria, María, Benitagla y Albanchez (1480-1503)